# ROLL2
ROLL2 Inc.  (株式会社ROLL2 Kabushiki-gaisha Rōru 2?), es un estudio de animación japonés fundado en 2017.

## Historia
El 6 de noviembre de 2017, Kazuaki Ōchi, quien trabajó como asistente de producción en White Fox, fundó la compañía. El 25 de marzo de 2023, la empresa firmó un acuerdo de cooperación con Infinite, con el objetivo de contribuir al desarrollo de la industria del anime mediante el desarrollo conjunto de contenidos y aprovechando las fortalezas de ambas compañías.
En 2024, produjo su primera serie como estudio principal con la serie de anime Koi wa Futago de Warikirenai.

## Obras

### Series de televisión
| Año  | Título                           | Director         | Fecha de primera transmisión | Fecha de última transmisión | Eps. | Notas                                                                                  | Refs. |
| ---- | -------------------------------- | ---------------- | ---------------------------- | --------------------------- | ---- | -------------------------------------------------------------------------------------- | ----- |
| 2024 | Koi wa Futago de Warikirenai     | Motoki Nakanishi | 10 de julio de 2024          | 25 de septiembre de 2024    | 12   | Adaptación de las novelas ligeras escritas por Shihon Takamura e ilustradas por Almic. | [ 6 ] |
| —    | Kimi ga Shinu made Koi wo Shitai | Takudai Kakuchi  | —                            | —                           | —    | Adaptación del manga escrito e ilustrado por Aono Hachi.                               | [ 7 ] |